# Státní agentura pro vyšetřování a ochranu

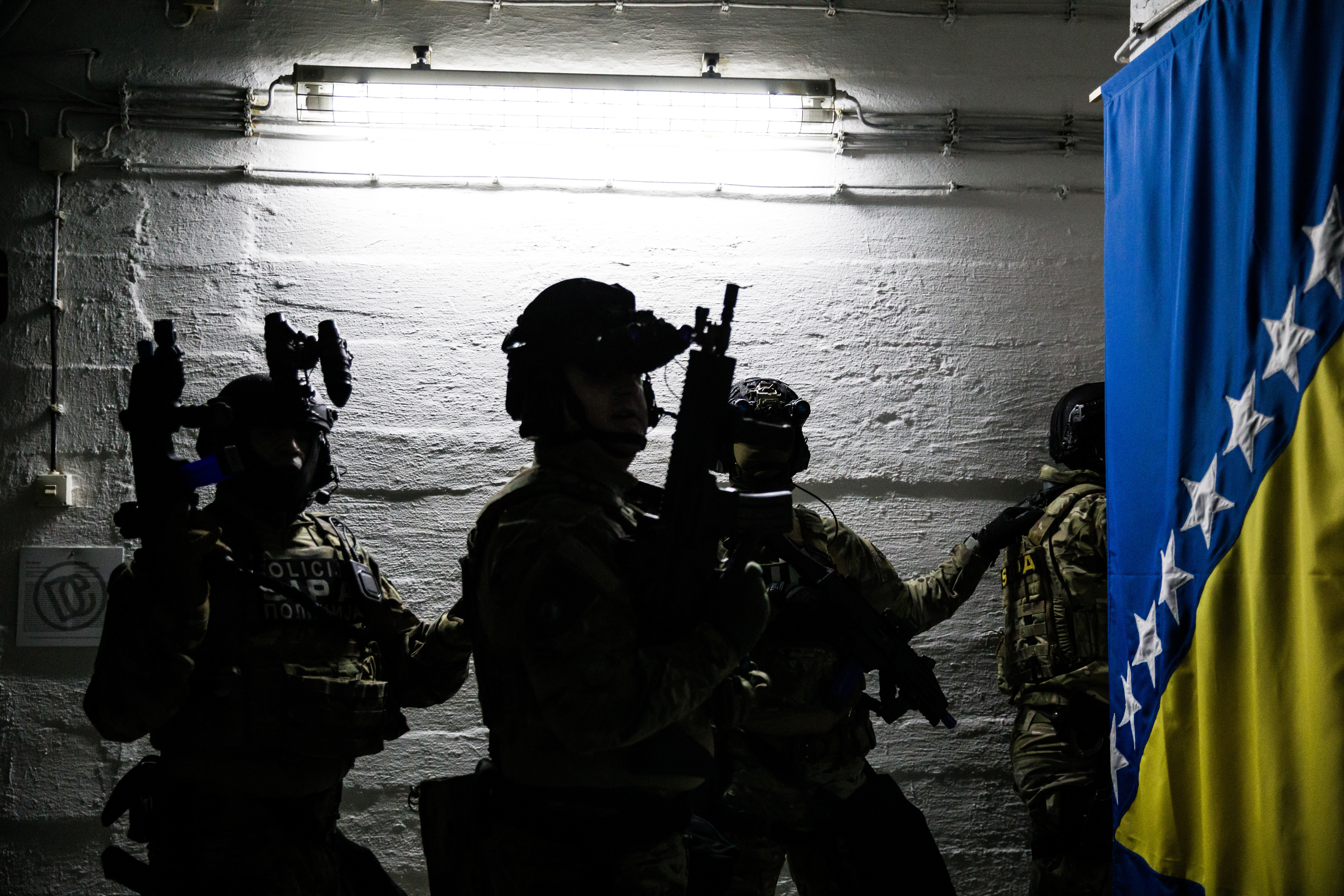
Protiteroristická jednotka SIPA.

Státní agentura pro vyšetřování a ochranu (bosensky Državna agencija za istrage i zaštitu, srbsky Државна агенција за истраге и заштиту, zkr. SIPA/СИПА) je policejní orgán Bosny a Hercegoviny, který má jako první působnost na celém území Bosny a Hercegoviny (tj. nikoliv na území jejich entit). Založena byla v roce 2005 a sídlí ve východním Sarajevu. Pobočky má v Banja Luce, Mostaru a Tuzla. Podléhá ministerstvu bezpečnosti Bosny a Hercegoviny.
Pro agenturu pracuje cca 850 lidí.

## Historie
V roce 2002 byla ustanovena Agentura pro informace a ochranu Bosny a Hercegoviny (bosensky Agencija za informacije i zaštitu Bosne i Hercegovine) jako první organizace tohoto druhu, ale jen s velmi omezenými pravomocemi. Tato nezávislá agentura byla zodpovědná za shromažďování informací týkajících se hlavně mezinárodního zločinu pro trestněprávní operace v Bosně a Hercegovině, dále pro ochranu hlavních představitelů země, diplomatů a konzulárních misí.
Do své současné podoby byla transformována v roce 2005. Ačkoliv je podřízena místnímu ministerstvu bezpečnosti, je v řadě ohledů na něm v operativních otázkách nezávislá.
Činnost SIPA zahrnuje zatýkání osob podezřelých z válečných zločinů, vyšetřování v oblasti boje proti praní špinavých peněz, proti organizovanému zločinu, terorismu a v programu na ochranu a podporu svědků. Agentura rovněž zřídila a dále rozvíjí specializovanou jednotku.